# Ibrahima Sanogo
Ibrahima Sanogo (* 1973 in Bocanda, Elfenbeinküste) ist ein ivorischer Schauspieler. Er lebt in Hamburg.

## Leben
Sanogo trat in Deutschland erstmals an der Berliner Volksbühne im Prater in den Theaterstücken Rekolonisation: Wahlen und Besessenheit (2005) und Ob Du willst oder nicht, Du mußt (2006) auf. In dem Film Hölle Hamburg von Peter Ott und Ted Gaier hatte er 2005 eine Nebenrolle.
Er spielte in mehreren Fernsehproduktionen, darunter der mit dem Grimme-Preis ausgezeichneten Fernsehfilm Der Fall Bruckner, Deutschland 83 (beide 2014) und Chuzpe (2015).
Sanogo spiele die Hauptrolle im Kurzfilm Zwischen Himmel und Erde von York-Fabian Raabe, der 2010 auf dem LA Shorts Fest als bester ausländischer Film ausgezeichnet wurde, 2011 den Max-Ophüls-Preis für den besten Kurzfilm gewann und von der Deutschen Film- und Medienbewertung für „besonders wertvoll“ befunden wurde.
2010 gründete Sanogo mit der deutschen Regisseurin Susanne Amatosero und dem Ivorer Mandjou Doumbia in Hamburg die Theatergruppe Théâtre Follown (Mandinka „Tag der Erzählung“). In dieser Zusammenarbeit entstand die Trilogie Europa!, deren Teile beim interkulturellen Eigenarten-Festival aufgeführt wurden. Robert Matthies beschreibt sie in der taz als „mal humorvolle, mal nachdenkliche, dann wieder dramatische Theaterreise durch allerlei absurde Vorurteile und Zuschreibungen zwischen Europa und Afrika“. Es seien Stücke „über Träume und Enttäuschungen, über das Verlieren eingeübter Rollen und das Scheitern damit, allzu grob geschnitzten Erwartungen anderer zu entsprechen“.
2008 trat Sanogo in der Folge Der Tote Chinese erstmals im Tatort auf. 2014 spielte er unter der Regie von Thomas Stuber in der Folge Verbrannt den fälschlich verdächtigten Malier Djibril, der von einem Polizisten (Wotan Wilke Möhring) verprügelt und später in seiner Zelle verbrannt wird. Die Folge wurde an den Fall des 2005 ums Leben gekommenen Sierra Leoners Oury Jalloh angelehnt.
Seit Ende 2015 spielt Sanogo im Hamburger Schauspielhaus im von der Intendantin Karin Beier inszenierten Stück Schiff der Träume einen von vier afrikanischen Flüchtlingen. Kritiker bezeichneten die Performance des „exzellenten Artistenensembles“ als „beeindruckend aggressiv und ironisch zugleich“.

## Theater
Volksbühne im Prater (Regie: Monika Gintersdorfer, Jochen Dehn, Knut Klaßen):
- 2005: Rekolonisation: Wahlen und Besessenheit
- 2006: Rekolonisation: Ob Du willst oder nicht, Du mußt

Europa-Trilogie der Gruppe Théâtre Follown:
- 2012: Trans Vest
- 2013: Europa! Du hast mir den Kopf verdreht!
- 2014: Die Herren des Wahnsinns

Deutsches Schauspielhaus:
- 2015: Schiff der Träume (Regie: Karin Beier)

Kampnagel:
- Seit 2015: Le Salon Africain[13][14]

## Filmografie (Auswahl)
- 2005: Prudencia (Kurzfilm)
- 2005: Hölle Hamburg
- 2006: Die Gottesanbeterin (Kurzfilm)
- 2006: Irina Palm
- 2007: Löwenzahn (Fernsehserie)
- 2007: Der Dicke (Fernsehserie, Folge Nichts als Ärger)
- 2008: Ein Job (Fernsehfilm)
- 2008: Tatort: Der Tote Chinese (Fernsehreihe)
- 2008: Soko Leipzig (Fernsehserie, Folge Verloren in Afrika)
- 2010: Unter Verdacht (Fernsehreihe, Folge Das Meer der Tränen)
- 2010: I phone you
- 2010: Zwischen Himmel und Erde (Kurzfilm)
- 2012: Im Schleudergang (Fernsehserie)
- 2014: Der Fall Bruckner (Fernsehfilm)
- 2014: Deutschland 83 (Fernsehserie)
- 2014: Großstadtrevier (Fernsehserie, Folge Amali heißt Hoffnung)
- 2014: Tatort: Verbrannt (Fernsehreihe)
- 2015: Josephine Klick – Allein unter Cops (Fernsehserie)
- 2015: Chuzpe – Klops braucht der Mensch! (Fernsehfilm)
- 2020: Toubab
- 2021: Borga
- 2022: Doppelhaushälfte (Fernsehserie)